# Barf
Barf oder BARF ist eine Methode zur Ernährung fleischfressender Haustiere, die primär für Haushunde entwickelt wurde. Die Entwickler von Barf orientierten sich dabei nach eigenen Angaben an den Fressgewohnheiten von Wildhunden, insbesondere Wölfen. Daher werden die Rationen aus frischem oder tiefgekühltem Fleisch, Innereien, Knochen und Fisch zusammengestellt. Das Futter wird mit Obst und Gemüse ergänzt und roh verfüttert. Bei Bedarf können Getreideprodukte und Futterzusätze zugegeben werden. Für eine bedarfsgerechte Zusammenstellung der Rationen sind Kenntnisse zu Futtermittelkunde und Tierernährung erforderlich. Barf ist nicht auf Hunde beschränkt, es werden auch Katzen und Frettchen nach dieser Methode gefüttert.
Es gibt keine Nachweise für ernährungsphysiologische Vorteile der Rohfütterung gegenüber der Fütterung mit Fertigfutter. Da das „Barfen“ auch die Gefahr einer Mangelernährung und mikrobiologische Risiken sowohl für die roh gefütterten Tiere als auch die mit ihnen zusammenlebenden Menschen mit sich bringt, wird es von tierärztlichen Fachorganisationen abgelehnt.

## Begriffsherkunft
Der Begriff Barf wurde von der Kanadierin Debbie Tripp benutzt, um sowohl einen Hundebesitzer zu bezeichnen, der seine Hunde nach dieser Methode ernährt, als auch das Futter selbst. Das Akronym BARF machte im Laufe der Zeit einen Bedeutungswandel durch. Zunächst stand diese Abkürzung für „Born-Again Raw Feeders“ (‚wiedergeborene Rohfütterer‘), eine Bezeichnung, die auch den ideologischen Aspekt dieser Bewegung verdeutlichte, dann „Bones And Raw Foods“ (‚Knochen und rohes Futter‘). Der australische Tierarzt Ian Billinghurst veröffentlichte im Jahr 1993 das Buch Give Your Dog A Bone und prägte die Bedeutung des Akronyms in Richtung „Biologically appropriate raw food“, was im Deutschen mit dem Backronym „Biologisches artgerechtes rohes Futter“ bzw. „Biologisch artgerechte Rohfütterung“ übersetzt wurde.
Das englische Verb to barf bedeutet auf Deutsch ‚sich übergeben, kotzen‘. Gelegentlich wird diese Gleichheit mit dem Akronym für Wortspiele genutzt.

## Beweggründe
Haustierhalter gaben in einer Befragung im Rahmen einer Diplomarbeit die folgenden Motive für eine Futterumstellung zu BARF an: Wunsch nach gesunder Ernährung, gesundheitliche Probleme des Haustiers (darunter Haut- und Magen-Darm-Probleme, Allergien, Erkrankungen des Bewegungsapparates und Nieren- sowie Harnwegserkrankungen), Futtermittelunverträglichkeiten, Verhaltensauffälligkeiten des Tieres (z. B. Aggression, Angst), Regulation des Körpergewichts, Empfehlung anderer Personen oder Institutionen. Es existiert allerdings kein Nachweis dafür, dass die Fütterung mit BARF die ihr zugeschriebenen positiven Effekte bewirkt.
Der Eindruck einer „mangelnden Transparenz“ bei der Zusammensetzung und Herstellung von Fertigprodukten sowie Futtermittelskandale in der Vergangenheit seien weitere Beweggründe für Tierhalter, nach anderen Fütterungskonzepten zu suchen. Vor dem Hintergrund der Bestrebungen nach einer möglichst „natürlichen“ Ernährung von Haushunden nach Vorbild seines Vorfahren, des Wolfes, wird in Bezug auf kommerzielle Futtermittel vor allem der weitaus höhere Anteil an Getreide bzw. anderen Kohlenhydratquellen moniert.
Als vorteilhaft empfunden werden auch die folgenden Punkte: die Kenntnisse über sämtliche Bestandteile des Futters, das Kaubedürfnis des Tieres werde stärker befriedigt, die Zahnpflege werde unterstützt und die Rationsgestaltung könne bestimmten Erkrankungen (z. B. Futtermittelallergie) Rechnung tragen.

## Risiken für das Tier
Laut Jürgen Zentek, Leiter des Instituts für Tierernährung der FU Berlin, ist es möglich, Hunde mit selbsthergestellten Rationen ausgewogen zu füttern. Allerdings müsse die Zusammenstellung passen, sonst bestehe die Gefahr der Unterversorgung an Nährstoffen. Zentak schrieb 2013, eine bedarfsgerechte Ernährung entsprechend BARF-Kriterien erfordere fundierte Kenntnisse zu Futtermittelkunde und Tierernährung. Er empfehle eine Kontrolle der durch den Tierbesitzer zusammengestellten Rationen durch einen spezialisierten Tierarzt, weil viele Tierhalter solche Kenntnisse nicht hätten. Folge fehlerhaften BARFens können Magen-Darm-Probleme einschließlich Verstopfungen und Durchfälle, Zahnfrakturen und Fremdkörpererkrankungen durch Knochen sowie die Möglichkeit der Übertragung verschiedener Krankheiten (beispielsweise Pseudowut, Neosporose und Toxoplasmose) sein. Bei Katzen kam es durch Verfütterung eines kommerziellen Barf-Futters im Vereinigten Königreich zu einer Häufung von Infektionen mit Mycobacterium bovis, dem Erreger der Rindertuberkulose.
Eine 2013 veröffentlichte US-amerikanische Untersuchung von 200 Rohfütterungs-Rezepten für gesunde erwachsene Hunde zeigte, dass bei über 90 % von ihnen mindestens ein essentieller Nährstoff nicht in der mindestens empfohlenen Menge enthalten war; über 80 % der Rezepte wiesen mehrere Mängel auf.
Besonders kritisch ist bei der Erstellung von BARF-Rationen die Versorgung mit Calcium, Kupfer, Zink, Iod, Vitamin A und D. Vor allem Junghunde sind empfindlich gegenüber Nährstoffmangel, aber auch -überversorgung. Auch für Tierärzte ist es oft nicht einfach, Mangelzustände zu erkennen, da Blutuntersuchungen („BARF-Profile“) hier wenig hilfreich sind. So wird das Calcium im Blut in engen Grenzen reguliert und Mangelzustände werden durch Mobilisierung aus den Knochen kompensiert. Kupfer wird vorwiegend in der Leber gespeichert und sinkt im Blutplasma erst bei extremen Mangelzuständen. Zudem gibt es bei einigen Vitaminen und Spurenelementen starke Tagesschwankungen. Am sichersten sind Fehlernährungen daher über die Analyse der Futterinhaltsstoffe zu erkennen.
Durch Verfütterung zu hoher Knochenanteile kann es zu einer Überversorgung mit Calcium kommen. Wird das Futter nicht bedarfsdeckend ergänzt, kann es zu einer Unterversorgung mit Calcium kommen. Bei zu eiweißreichen Barf-Rationen gelangt unverdautes Eiweiß in den Dickdarm. Dort wird es durch Mikroorganismen abgebaut, wobei viel Ammoniak und Amine entstehen, was vor allem für Tiere mit alters- und/oder krankheitsbedingt beeinträchtigter Leber- und Nierenfunktion eine Gefahr darstellt. Eine weitere Gefahr stellt die Verfütterung von Schlundteilen mit Schilddrüsengewebe dar, da es durch diese zu Symptomen einer Überfunktion der Schilddrüse kommen kann.
In einer kanadischen Studie zur Salmonellenbelastung bei roh gefütterten Therapiehunden wurde 2008 festgestellt, dass die roh gefütterten Tiere wesentlich häufiger Salmonellen und Cephalosporin-resistente E. coli ausschieden als nicht roh gefütterte Hunde.
Für das gebarfte Tier besteht kein höheres Risiko an Parasitosen zu erkranken. Allerdings können gebarfte Hunde und Katzen zur Verbreitung des Kleinen Leberegels (Dicrocoelium dendriticum) und von Eimeria stiedai beitragen.

## Gefahren für den Menschen
Aufgrund des bei BARF im Rohzustand verwendeten Futtermittels können sich vorhandene Krankheitserreger schnell verbreiten. Dabei stellen Zoonosen wie etwa Salmonellose, Escherichia-coli-Infektion, Bakterienruhr oder Campylobacter-Enteritis weniger eine Gefährdung für die Tiere selbst als vielmehr für die sie umgebenden Personen dar. Als besonders gefährdet gelten ältere Menschen, Kinder, Schwangere und Personen mit einer Immunschwäche. Die Universität Zürich veröffentlichte 2019 eine Untersuchung, welche 51 Futterproben verschiedener Anbieter analysierte. Es zeigten sich überdurchschnittlich erhöhte Werte an unterschiedlichen multiresistenten Bakterien. Unter anderem wurden bei 73 Prozent der Proben eine Grenzwertüberschreitung an Enterobakterien und bei 61 Prozent der Proben ESBL-produzierende Bakterien nachgewiesen. Die Autoren schlussfolgerten daraus, dass die BARF-Ernährung ein Gesundheitsrisiko für Menschen und Tiere darstellt.
In einer Studie führte das Füttern einer mit Salmonellen kontaminierten rohen Mahlzeit bei 7 von 16 Hunden zum Ausscheiden von Salmonellen während bis zu 7 Tagen, eine weitere Studie fand für mit rohem Fleisch ernährte Hunde ein erhöhtes Risiko einer Salmonellenausscheidung von 61 % pro Hund und Jahr im Vergleich zu einem 8%igen Risiko bei nicht roh ernährten Hunden. Dabei werden Salmonellen in kontaminierten Futternäpfen durch gängige Reinigungs- und Desinfektionsmethoden nicht sicher eliminiert. Auch eine weitergehende Kontaminierung der Umwelt über Salmonellen im Hundestuhl ist denkbar. Neben dem Hund als Infektionsquelle ist auch eine direkte Infektion des Menschen beim Umgang mit rohen Futtermitteln möglich.
Tierhalter sollten daher vom Tierarzt über die bestehenden Risiken aufgeklärt werden. Tierärzten wird empfohlen, beim Umgang mit roh gefütterten Patienten besonders auf hygienischen Umgang zu achten und Protokolle zur Minimierung der Ansteckungsgefahr für andere Patienten zu implementieren.

## Sinnhaftigkeit des Vergleichs Hund-Wolf
Genetische Untersuchungen (Stand 2017) zeigen, dass sich die meisten Haushunde an eine stärkehaltige Ernährung angepasst haben. Fossilien von neolithischen Hunden und Populationen, die nicht mit Landwirtschaft in Berührung kamen, weisen diese Veränderung jedoch nicht auf. Diese Anpassung hat also anscheinend erst nach der Entwicklung des Ackerbaus und damit weit nach den Anfängen der Domestizierung des Hundes stattgefunden. Ein ähnliches Phänomen ist die Entwicklung der Laktasepersistenz beim Menschen. Von veterinärmedizinischer Seite wird eingewendet, dass die Ernährungsweise des wilden Wolfes zwar an kurzfristiges Überleben und erfolgreiche frühe Fortpflanzung angepasst ist, dass jedoch der Wolf natürlicherweise auch eher jung stirbt, wohingegen Hundehalter von ihren Haustieren eine lange Lebensdauer bei guter Gesundheit erwarten. Auch bei Wölfen kann es zu Mangelerscheinungen kommen.

## Empfehlungen von Regierungs- und Fachorganisationen
Unter den nationalen Tierärztekammern lehnen die American Veterinary Medical Association, die American Animal Hospital Association und die Canadian Veterinary Medical Association die Rohfütterung ab. Auch die British Veterinary Association riet im Jahr 2006 vom Füttern rohen Fleisches an Haustiere ab, nicht zuletzt aufgrund von Gesundheitsgefahren für das Tier. Die Centers for Disease Control and Prevention und die Public Health Agency of Canada raten gleichfalls von der Rohfütterung ab. Pet Partners, die größte Therapiehunde-Organisation in Nordamerika, schließt roh gefütterte Hunde von der Teilnahme an ihren Programmen aus.
Die deutsche Bundestierärztekammer hält unter der Voraussetzung einer intensiven Beschäftigung mit dem Thema und Beratung durch einen Tierarzt eine ausgewogene Ernährung mit selbst zusammengestelltem Futter für möglich. Sie sieht die Gefahr einer Über- und/oder Unterversorgung mit Energie und einzelnen Nährstoffen, wenn die Rationen nicht an den individuellen Bedarf des Tieres angepasst werden, der vom Alter, dem allgemeinen Gesundheitsstatus, der körperlichen Belastung sowie weiteren Faktoren abhängig ist. Auch in der möglichen Übertragung krankheitsauslösender Viren, Bakterien oder Parasiten sowohl auf die gebarften Tiere sowie auf Menschen, die mit diesen Umgang haben, sieht die Bundestierärztekammer ein Risiko.
Das European Scientific Counsel Companion Animal Parasites (ESCCAP), ein wissenschaftliches Fachgremium auf europäischer Ebene für parasitäre Erkrankungen bei Haustieren, empfiehlt in seiner Richtlinie, rohes Fleisch vor dem Verfüttern mindestens eine Woche bei zwischen −17° und −20 °C tiefgefroren zu halten, um enthaltene Parasitenstadien sicher abzutöten.

## Varianten der Fütterungsmethode
Eine „abgespeckte“ Barf-Methode ist die kombinierte Fütterung mit Tiefkühlfleisch und gefrosteten tierischen Nebenerzeugnissen, teils auch mit (wenig) Knochen und industriell produzierten Gemüseflocken, gelegentlich auch Getreideflocken. Hier liegen die pflanzlichen Fütterungsbestandteile „technisch vorverdaut“ vor, was die Vorgänge im Verdauungskanal der Beutetiere gut imitiert. Der Anspruch „roh“ wird über die fleischliche Tiefkühlkost erfüllt, das schnelle Einfrieren beim Erzeuger mindert auch die hygienischen Risiken.